# Primera División (Argentinien) 1947
Die Primera División 1947 war die 17. Spielzeit der argentinischen Fußball-Liga Primera División. Begonnen hatte die Saison am 13. April 1947. Der letzte Spieltag war der 15. November 1947. Als Aufsteiger kam CA Banfield aus der Primera B Nacional dazu. River Plate beendete die Saison als Meister wurde damit Nachfolger des CA San Lorenzo de Almagro. In die Primera B Nacional musste Club Atlético Atlanta absteigen.

## Abschlusstabelle
| Pl. | Verein                        | Sp. | S  | U  | N  | Tore    | Diff. | Punkte |
| --- | ----------------------------- | --- | -- | -- | -- | ------- | ----- | ------ |
| 1.  | River Plate                   | 30  | 22 | 4  | 4  | 090:370 | +53   | 48     |
| 2.  | Boca Juniors                  | 30  | 17 | 8  | 5  | 070:430 | +27   | 42     |
| 3.  | CA Independiente              | 30  | 17 | 7  | 6  | 066:420 | +24   | 41     |
| 4.  | Estudiantes de La Plata       | 30  | 15 | 7  | 8  | 064:350 | +29   | 37     |
| 5.  | CA San Lorenzo de Almagro (M) | 30  | 13 | 11 | 6  | 071:430 | +28   | 37     |
| 6.  | Racing Club                   | 30  | 15 | 6  | 9  | 063:450 | +18   | 36     |
| 7.  | Chacarita Juniors             | 30  | 14 | 4  | 12 | 066:520 | +14   | 32     |
| 8.  | CA Vélez Sarsfield            | 30  | 11 | 7  | 12 | 051:440 | +7    | 29     |
| 9.  | CA Platense                   | 30  | 9  | 8  | 13 | 038:540 | −16   | 26     |
| 10. | CA Rosario Central            | 30  | 9  | 7  | 14 | 055:680 | −13   | 25     |
| 11. | CA Huracán                    | 30  | 10 | 4  | 16 | 059:730 | −14   | 24     |
| 12. | CA Newell’s Old Boys          | 30  | 7  | 10 | 13 | 045:630 | −18   | 24     |
| 13. | CA Lanús                      | 30  | 7  | 7  | 16 | 046:700 | −24   | 21     |
| 14. | CA Tigre                      | 30  | 6  | 8  | 16 | 048:800 | −32   | 20     |
| 15. | CA Banfield (N)               | 30  | 7  | 6  | 17 | 040:800 | −40   | 20     |
| 16. | Club Atlético Atlanta         | 30  | 4  | 10 | 16 | 031:740 | −43   | 18     |

| (M) | Vorjahres-Meister                                    |
| (N) | Vorjahres-Aufsteiger aus der Primera B Nacional 1946 |

## Meistermannschaft
| River Plate | |
|             | Amadeo Carrizo, Roberto Coll, Luis Deambrosi, Alfredo Di Stéfano, Luis Ferreyra, Alberto Gallo, Héctor Grisetti, Ángel Labruna, Félix Loustau, Joaquín Pedro Martínez, José Manuel Moreno Fernández, Juan Carlos Muñoz, Adolfo Pedernera, Bruno Pesaola, José Ramos, Hugo Reyes, Bruno Rodolfi, Eduardo Rodríguez, Néstor Rossi, José Soriano, Ricardo Vaghi, Norberto Yácono Trainer: José María Minella |

## Torschützenliste
| Pl. | Nat.        | Spieler            | Verein                    | Tore |
| --- | ----------- | ------------------ | ------------------------- | ---- |
| 1   | Argentinien | Alfredo Di Stéfano | River Plate               | 27   |
| 2   | Argentinien | René Pontoni       | CA San Lorenzo de Almagro | 23   |
| 3   | Argentinien | Mario Fernández    | CA Independiente          | 22   |
| 4   | Argentinien | Mario Boyé         | Boca Juniors              | 18   |
| 4   | Argentinien | Rinaldo Martino    | CA San Lorenzo de Almagro | 18   |